# Irinyi II. Kockázati Tőkealap
Az Irinyi II. Kockázati Tőkealap 2017 szeptemberében indult el a Széchenyi Tőkealap-kezelő Zrt. második tőkealapjaként.

## Tőkeprogram
Az Irinyi II. Kockázati Tőkealap a nemzeti iparfejlesztési stratégiában (Irinyi Terv) meghatározott kiemelt ágazatokban működő, hosszú távú növekedésre képes ipari cégeket támogatja tőkebefektetésein keresztül. A Tőkealap teljes futamideje 15 év, ez alatt a kihelyezhető 8 milliárd forint mellett a sikeres kilépésekből visszaforgó összegeket is újra befektetheti kis- és középvállalkozásokba. Az Alap tőkeforrásai a 2007-2013 közötti operatív programok visszaforgó pénzeszközeiből származnak. Egy-egy vállalkozás minimum 60 és maximum 240 millió forint értékben vonhat be forrást a tőkealaptól. A tőkeprogram várhatóan 2032 márciusában zárul le.
A tőkeprogram elsődleges célja minél több olyan hazai kis- és középvállalkozás feltőkésítése, amely tevékenységével hozzá tud járulni az iparfejlesztéshez, az ipari tevékenységek bővüléséhez, az Ipar 4.0 (digitális ipari forradalom) célkitűzéseinek megvalósításához, illetve a termelés hatékonyságának növeléséhez.
A Tőkealap az Irinyi Tervben kiemelt nyolc iparág fejlesztését tűzte ki céljául. Ide tartozik többek között a járműipar, a speciális gép- és járműgyártás, a zöldgazdaság, a megújuló energia, az élelmiszeripar, az egészségipar, a védelmi ipar és a faipar, valamint az ezekhez kapcsolható infokommunikációs, digitális, illetve Ipar 4.0-s fejlesztések. Az Alap által megszerzett tulajdonrész nagysága főszabályként 10-49% („csendestársi” befektetés) között lehet.